# Önundarfjörður
Önundarfjörður (in lingua islandese: Fiordo di Önundur) è un fiordo situato nella regione dei Vestfirðir, i fiordi occidentali dell'Islanda.

## Descrizione
L'Önundarfjörður si trova tra i fiordi Dýrafjörður e Súgandafjörður, nella parte nordovest dei fiordi occidentali. Ha una larghezza di 4 km all'imboccatura e penetra per 20 km nell'entroterra.
Nell'entroterra settentrionale dell'Önundarfjörður si trova Flateyri, una località dove nel 1995 una valanga ha ucciso 20 abitanti.
In fondo al fiordo si eleva il monte Hestfjall (monte del cavallo), ai cui lati si aprono le valli Hestdalur e Korpudalur. La brughiera che si trova tra Önundarfjörður e Dýrafjörður è chiamata Gemlufallsheiði.

## Storia
Secondo il Landnámabók, lo storico libro degli insediamenti, il primo colono che vi si installò fu Önundur Víkingsson, fratello di Þórður Víkingsson, che abitava a Alviðra. La denomizione del fiordo (fiordo di Önundur) deriva proprio dal nome del suo primo abitatore.
All'inizio del 1900 nel fiordo fu costruita una stazione baleniera a Hóll, ma l'attività fu di breve durata. Oggi di tutto l'impianto resta solo una ciminiera.

## Clima
Il clima è di tipo continentale. La temperatura media è di −3 °C. Il mese più caldo è luglio con 12 °C, il più freddo febbraio con −10 °C.

## Accessibilità
La parte interna del fiordo è accessibile tramite la strada T627 Önundarfjarðarvegur, lunga 9 km e su cui si trova anche uno dei pochi ostelli della gioventù nei fiordi occidentali.
Negli anni 1980 la parte interna era quasi separata dal resto del fiordo da una diga e da un ponte a una corsia lungo 80 metri. Sopra vi scorre la strada S60 Vestfjarðavegur.